# Aires Ali
Aires Bonifácio Baptista Ali (nascut el 6 de desembre de 1955) fou primer ministre de Moçambic. Va assumir el dia 16 de gener de 2010 i va ocupar el càrrec fins al 8 d'octubre de 2012 quan fou substituït per Alberto Vaquina. Va ser governador de la província d'Inhambane (2000-2004) i Ministre de l'Educació (2005-2010).